# Deutsche Leichtathletik-Meisterschaften 1967/Resultate
Der Hauptteil der Wettbewerbe bei den 67. Deutschen Leichtathletik-Meisterschaften wurde vom 4. bis 6. August 1967 einschl. des Marathonlaufs im Stuttgarter Neckarstadion ausgetragen.
In der hier vorliegenden Auflistung werden die in den verschiedenen Wettbewerben jeweils ersten sechs platzierten Leichtathletinnen und Leichtathleten aufgeführt.
Eine Übersicht mit den Medaillengewinnerinnen und -gewinnern sowie einigen Anmerkungen zu den Meisterschaften findet sich unter dem Link Deutsche Leichtathletik-Meisterschaften 1967.

## Meisterschaftsresultate Männer

### 100 m
| Platz | Athlet, Verein                           | Zeit (s) |
| ----- | ---------------------------------------- | -------- |
| 1     | Hartmut Wilke (TSV Bayer 04 Leverkusen)  | 10,2     |
| 2     | Gert Metz (USC Mainz)                    | 10,3     |
| 3     | Jobst Hirscht (SV Polizei Hamburg)       | 10,3     |
| 4     | Bernd Jacob (KSV Hessen Kassel)          | 10,4     |
| 5     | Wolfgang Ziegler (VfR Frankenthal)       | 10,4     |
| 6     | Karl-Heinz Schröder (SV Polizei Hamburg) | 10,4     |

Datum: 5. August

### 200 m
| Platz | Athlet, Verein                             | Zeit (s) |
| ----- | ------------------------------------------ | -------- |
| 1     | Martin Jellinghaus (TSV 1860 München)      | 21,2     |
| 2     | Hans Nerlich (TSB Flensburg)               | 21,5     |
| 3     | Jochen Eigenherr (TSV Bayer 04 Leverkusen) | 21,5     |
| 4     | Bernd Jacob (KSV Hessen Kassel)            | 21,8     |
| 5     | Edgar Krüger (Polizei-SV Essen)            | 21,9     |
| 6     | Hans-Jürgen Rahn (SV Polizei Hamburg)      | 22,0     |

Datum: 6. August

### 400 m
| Platz | Athlet, Verein                            | Zeit (s) |
| ----- | ----------------------------------------- | -------- |
| 1     | Fritz Roderfeld (Rot-Weiß Oberhausen)     | 46,6     |
| 2     | Ingo Röper (USC Mainz)                    | 46,7     |
| 3     | Hans Reinermann (OSV Hörde)               | 46,9     |
| 4     | Jens Ulbricht (SV St. Georg 1895 Hamburg) | 46,9     |
| 5     | Helmar Müller (VfB Stuttgart)             | 46,9     |
| 6     | Wolfgang Roters (Hammer SpVg)             | 47,5     |

Datum: 5. August

### 800 m
| Platz | Athlet, Verein                                | Zeit (min) |
| ----- | --------------------------------------------- | ---------- |
| 1     | Franz-Josef Kemper (Preußen Münster)          | 1:47,5     |
| 2     | Walter Adams (SV Salamander Kornwestheim)     | 1:47.7     |
| 3     | Joachim von Mitschke-Collande (Hamburger SV)  | 1:50,0     |
| 4     | Erk Maasch (Hamburger SV)                     | 1:50,0     |
| 5     | Herbert Ochsenbruch (TSV Bayer 04 Leverkusen) | 1:50,2     |
| 6     | Kurt Weisert (TSG Tübingen)                   | 1:50,3     |

Datum: 6. August

### 1500 m
| Platz | Athlet, Verein                               | Zeit (min) |
| ----- | -------------------------------------------- | ---------- |
| 1     | Bodo Tümmler (SCC Berlin)                    | 3:45,9     |
| 2     | Volker Panzer (TSV Unterhaching)             | 3:46,0     |
| 3     | Urs Lufft (KSV Hessen Kassel)                | 3:48,6     |
| 4     | Karl-Heinz Schirmeier (TV Lahr)              | 3:49,3     |
| 5     | Wolf-Jochen Schulte-Hillen (Preußen Münster) | 3:49,8     |
| 6     | Frank Thomé (ASV Köln)                       | 3:49,8     |

Datum: 5. August

### 5000 m
| Platz | Athlet, Verein                        | Zeit (min) |
| ----- | ------------------------------------- | ---------- |
| 1     | Harald Norpoth (Preußen Münster)      | 14:06,8    |
| 2     | Hans Gerlach (TSV 1860 München)       | 14:07,8    |
| 3     | Werner Girke (VfL Wolfsburg)          | 14:09,2    |
| 4     | Lutz Krausse (VfL Wolfsburg)          | 14:13,2    |
| 5     | Gerhard Fontana (Dürkheimer HC)       | 14:16,6    |
| 6     | Ludwig Utschneider (TSV 1860 München) | 14:17,8    |

Datum: 6. August

### 10.000 m
| Platz | Athlet, Verein                         | Zeit (min) |
| ----- | -------------------------------------- | ---------- |
| 1     | Lutz Philipp (LBV Phönix Lübeck)       | 29:27,6    |
| 2     | Bernd-Dieter Hecht (Polizei SV Berlin) | 29:44,8    |
| 3     | Alfons Ida (VfL Wolfsburg)             | 29:50,2    |
| 4     | Hans Schweizer (VfL Waiblingen)        | 30:06,2    |
| 5     | Manfred Steffny (Elberfelder TG)       | 30:15,0    |
| 6     | Wolfgang Glöde (Aachener TG)           | 30:18,6    |

Datum: 5. August

### Marathon
| Platz | Athlet, Verein                        | Zeit (h) |
| ----- | ------------------------------------- | -------- |
| 1     | Karl-Heinz Sievers (Preussen Krefeld) | 2:23:48  |
| 2     | Hubert Riesner (SCC Berlin)           | 2:24:55  |
| 3     | Wolfgang Fricke (SV Polizei Hamburg)  | 2:28:50  |
| 4     | Walter Weba (ASC Darmstadt)           | 2:31:41  |
| 5     | Joachim Ließ (SV Polizei Hamburg)     | 2:33:27  |
| 6     | Jürgen Bergmann (TuS Meerbeck)        | 2:34:26  |

Datum: 5. August

### Marathon, Mannschaftswertung
| Platz | Verein, Besetzung                                                               | Zeit (h) |
| ----- | ------------------------------------------------------------------------------- | -------- |
| 1     | SV Polizei Hamburg (Wolfgang Fricke, Joachim Ließ, Günter Bretag)               | 7:47:29  |
| 2     | Preussen Krefeld (Karl-Heinz Sievers, Hermann Tonnemann, Oswald Charnietzki)    | 7:54:24  |
| 3     | ASC Darmstadt (Walter Weba, Herbert Hoghoff, Helmut Reitz)                      | 8:01:39  |
| 4     | SCC Berlin (Hubert Riesner, Günter Thiele, Hermann Brecht)                      | 8:26:27  |
| 5     | TV Fürth (Manfred Wehner, Dr. Herbert Meier, Josef Wimmer)                      | 8:35:51  |
| 6     | TSR Olympia Wilhelmshaven (Heinrich Arians, Artur Renner, Hans-Dieter Simonson) | 8:37:00  |

Datum: 5. August

### 110 m Hürden
| Platz | Athlet, Verein                           | Zeit (s) |
| ----- | ---------------------------------------- | -------- |
| 1     | Hinrich John (Hannover 96)               | 13,8     |
| 2     | Werner Trzmiel (VfL Bochum)              | 13,9     |
| 3     | Günther Nickel (TSV Bayer 04 Leverkusen) | 14,3     |
| 4     | Hans Bickel (SV Siemens Nürnberg)        | 14,3     |
| 5     | Manfred Klaußner (BSC 99 Offenbach)      | 14,6     |
| 6     | Jan Weimar (TSV 1860 München)            | 14,6     |

Datum: 5. August

### 400 m Hürden
| Platz | Athlet, Verein                               | Zeit (s) |
| ----- | -------------------------------------------- | -------- |
| 1     | Rainer Schubert (TSV 1860 München)           | 51,2     |
| 2     | Gerhard Hennige (TSV Bayer 04 Leverkusen)    | 52,0     |
| 3     | Werner Reibert (TV 1847 Wetzlar)             | 52,1     |
| 4     | Bernd Engelhard (ASC Darmstadt)              | 52,1     |
| 5     | Herbert Disselhoff (TSV Bayer 04 Leverkusen) | 52,1     |
| 6     | Klaus Lorenzen (TSV Bayer 04 Leverkusen)     | 52,2     |

Datum: 6. August

### 3000 m Hindernis
| Platz | Athlet, Verein                            | Zeit (min) |
| ----- | ----------------------------------------- | ---------- |
| 1     | Manfred Letzerich (Eintracht Wiesbaden)   | 8:38,0     |
| 2     | Klaus-Ludwig Brosius (Eintracht Duisburg) | 8:41,2     |
| 3     | Willi Wagner (TV Bad Dürkheim)            | 8:44,4     |
| 4     | Helmut Neumann (ASC Darmstadt)            | 8:50,6     |
| 5     | Gerd Mölders (TV Emmerich)                | 8:51,4     |
| 6     | Rolf Burscheid (VfL Wolfsburg)            | 8:51,6     |

Datum: 6. August

### 4 × 100 m Staffel
| Platz | Verein, Besetzung                                                                              | Zeit (s) |
| ----- | ---------------------------------------------------------------------------------------------- | -------- |
| 1     | SV Salamander Kornwestheim (Hans-Jürgen Felsen, Dieter Hübner, Dieter Enderlein, Peter Gamper) | 40,0     |
| 2     | SV Polizei Hamburg (Jobst Hirscht, Peters, Karl-Heinz Schröder, Hans-Jürgen Rahn)              | 40,1     |
| 3     | TSV 1860 München (Armin Rosch, Volker Stöckel, Martin Jellinghaus, Josef Schwarz)              | 40,4     |
| 4     | TSV Bayer 04 Leverkusen (Mertznich, Hartmut Wilke, Willi Holdorf, Jochen Eigenherr)            | 40,5     |
| 5     | Hannover 96 (Siegfried Thimm, Kurt Koch, Bernd Darams, Bernd Barlage)                          | 40,6     |
| 6     | USC Mainz (Augustin, Gert Metz, Stefan Letzelter, Dr. Manfred Steinbach)                       | 40,6     |

Datum: 6. August

### 4 × 400 m Staffel
| Platz | Verein, Besetzung                                                                           | Zeit (min) |
| ----- | ------------------------------------------------------------------------------------------- | ---------- |
| 1     | TSV Bayer 04 Leverkusen (Wolfgang Fischer, Hans-Dieter Mauel, Paul Wagner, Gerhard Hennige) | 3:09,0     |
| 2     | Hammer SpVg (W. Grabitz, Waldemar Knaak, Michael Grabitz, Wolfgang Roters)                  | 3:09,6     |
| 3     | Wuppertaler SV (Werner Corts, Jürgen Schmidt, Klaus Langele, Manfred Kinder)                | 3:10,2     |
| 4     | SV St. Georg 1895 Hamburg (Hans-Jürgen Ehemann, Hoffmeister, Isermann, Jens Ulbricht)       | 3:12,5     |
| 5     | Sportfreunde Siegen (Böhmer, Bulß, Buch, Löber)                                             | 3:14,5     |
| 6     | Rot-Weiß Koblenz (Heinz Hofmann, Werner Huhn, Lothar Hirsch, Peter Brüh)                    | 3:15,2     |

Datum: 6. August

### 3 × 1000 m Staffel
| Platz | Verein, Besetzung                                                            | Zeit (min) |
| ----- | ---------------------------------------------------------------------------- | ---------- |
| 1     | Preußen Münster (Heiner Lübbering, Franz-Josef Kemper, Harald Norpoth)       | 7:11,8     |
| 2     | Hamburger SV I (Jürgen Schmidt, Joachim von Mitschke-Collande, Erk Maasch)   | 7:19,4     |
| 3     | TSV Bayer 04 Leverkusen (Manfred Mentges, Lutz Müller, Herbert Ochsenbruch)  | 7:21,0     |
| 4     | Hamburger SV II (Peter Arms, Hans-Werner Wogatzky, Bernhard Danger)          | 7:21,8     |
| 5     | OSC Berlin (Dirk Vollmer, Udo-Jürgen Hennig, Dieter Tabatt)                  | 7:22,4     |
| 6     | FC Bayer 05 Uerdingen (Klaus Gosewinkel, Horst Unverricht, Paul Angenvoorth) | 7:23,4     |

Datum: 10. September
fand in Leverkusen statt

### 20-km-Gehen
| Platz | Athlet, Verein                             | Zeit (h) |
| ----- | ------------------------------------------ | -------- |
| 1     | Karl-Heinz Pape (TSV Salzgitter)           | 1:34:41  |
| 2     | Bernhard Nermerich (Eintracht Frankfurt)   | 1:35:10  |
| 3     | Horst-Rüdiger Magnor (Eintracht Frankfurt) | 1:37:27  |
| 4     | Heinz Mayr (TSV Salzgitter)                | 1:38:40  |
| 5     | Werner Hupfeld (ACT Kassel)                | 1:38:49  |
| 6     | Gerhard Weidner (TSV Salzgitter)           | 1:38:55  |

Datum: 5. August

### 20-km-Gehen, Mannschaftswertung
| Platz | Verein, Besetzung                                                               | Zeit (h) |
| ----- | ------------------------------------------------------------------------------- | -------- |
| 1     | Eintracht Frankfurt I (Bernhard Nermerich, Horst-Rüdiger Magnor, Julius Müller) | 4:51:49  |
| 2     | TSV Salzgitter (Karl-Heinz Pape, Heinz Mayr, Gerhard Weidner)                   | 4:52:16  |
| 3     | Hannover 96 (Gerd Schuth, Hans-Jürgen Paul, R. Jansen)                          | 5:05:03  |
| 4     | SCC Berlin (Volker von Schmude, Jörg Voswinckel, Dietrich Langbein)             | 5:11:24  |
| 5     | ?                                                                               | ?        |
| 6     | Eintracht Frankfurt II (Ulrich Treisch, Hans Gräfe, Helmut Munz)                | 5:19:24  |

Datum: 5. August

### 50-km-Gehen
| Platz | Athlet, Verein                             | Zeit (h)  |
| ----- | ------------------------------------------ | --------- |
| 1     | Bernhard Nermerich (Eintracht Frankfurt)   | 4:15:27,2 |
| 2     | Horst-Rüdiger Magnor (Eintracht Frankfurt) | 4:25:51,2 |
| 3     | Werner Hupfeld (ACT Kassel)                | 4:39:25,4 |
| 4     | Kurt Schreiber (Post-SV Tübingen)          | 4:41:06,8 |
| 5     | Hans Gräfe (Eintracht Frankfurt)           | 4:43:15,8 |
| 6     | Volker von Schmude (SCC Berlin)            | 4:43:59,8 |

Datum: 24. September
fand in Salzgitter statt

### 50-km-Gehen, Mannschaftswertung
| Platz | Verein, Besetzung                                                          | Zeit (h)   |
| ----- | -------------------------------------------------------------------------- | ---------- |
| 1     | Eintracht Frankfurt (Bernhard Nermerich, Horst-Rüdiger Magnor, Hans Gräfe) | 13:25:04,2 |
| 2     | SCC Berlin (Volker von Schmude, Helmut Lewandowski, Jörg Voswinckel)       | 14:58:11,2 |
| 3     | ACT Kassel (Werner Hupfeld, Klaus Piwonka, Peter Zenner)                   | 15:23:02,2 |
| 4     | Aplerbecker SC 09 (Manfred Felsmann, Wolfgang Felsmann, Werner Felsmann)   | 15:35:11,6 |
| 5     | TSV Salzgitter (Karl-Heinz Pape, Wolf-Dieter Görtz, Ulrich Milz)           | 15:53:17,8 |
| 6     | Post-SV Jahn Freiburg (Karlheinz Dold, Jürgen Schmitt, Gerson Kienzler)    | 16:20:10,6 |

Datum: 24. September
fand in Salzgitter statt

### Hochsprung
| Platz | Athlet, Verein                      | Höhe (m) |
| ----- | ----------------------------------- | -------- |
| 1     | Wolfgang Schillkowski (Hannover 96) | 2,12     |
| 2     | Ralf Drecoll (ASC Darmstadt)        | 2,09     |
| 3     | Hubertus Lemke (TG Mülheim)         | 2,03     |
| 4     | Ingomar Sieghart (TSV 1860 München) | 2,03     |
| 5     | Rainer Gramlich (USC Mainz)         | 2,00     |
| 6     | Thomas Zacharias (SCC Berlin)       | 2,00     |

Datum: 6. August

### Stabhochsprung
| Platz | Athlet, Verein                               | Höhe (m) |
| ----- | -------------------------------------------- | -------- |
| 1     | Klaus Lehnertz (KSV Hessen Kassel)           | 5,10     |
| 2     | Heinfried Engel (SV Siemens Nürnberg)        | 5,00     |
| 3     | Wolfgang Pinder (SV Salamander Kornwestheim) | 4,70     |
| 4     | Reiner Liese (KSV Hessen Kassel)             | 4,70     |
| 5     | Peter Tippelt (VfL Sindelfingen)             | 4,60     |
| 6     | Ulrich Steinacker (TSV Bayer 04 Leverkusen)  | 4,60     |

Datum: 5. August

### Weitsprung
| Platz | Athlet, Verein                        | Weite (m) |
| ----- | ------------------------------------- | --------- |
| 1     | Uwe Töppner (TSV Bayer 04 Leverkusen) | 7,77      |
| 2     | Josef Schwarz (TSV 1860 München)      | 7,72      |
| 3     | Walter Hof (Gut Heil Lübeck 1876)     | 7,53      |
| 4     | Hermann Latzel (OSV Hörde)            | 7,53      |
| 5     | Günter Zeiß (KSV Hessen Kassel)       | 7,48      |
| 6     | Günter Gbureck (Recklinghäuser LC)    | 7,34      |

Datum: 5. August

### Dreisprung
| Platz | Athlet, Verein                      | Weite (m) |
| ----- | ----------------------------------- | --------- |
| 1     | Michael Sauer (USC Mainz)           | 16,65     |
| 2     | Günter Krivec (USC Mainz)           | 16,48     |
| 3     | Joachim Kugler (USC Mainz)          | 15,81     |
| 4     | Günter Zeiß (KSV Hessen Kassel)     | 15,78     |
| 5     | Hans-Jörg Müller (ATSV Saarbrücken) | 15,45     |
| 6     | Uwe Sievers (Holstein Kiel)         | 15,33     |

Datum: 6. August

### Kugelstoßen
| Platz | Athlet, Verein                             | Weite (m) |
| ----- | ------------------------------------------ | --------- |
| 1     | Heinfried Birlenbach (Sportfreunde Siegen) | 18,62     |
| 2     | Traugott Glöckler (USC Heidelberg)         | 18,42     |
| 3     | Werner Heger (USC Heidelberg)              | 17,20     |
| 4     | Hein-Direck Neu (USC Mainz)                | 16,60     |
| 5     | Josef Klik (KSV Hessen Kassel)             | 16,29     |
| 6     | Gerhard Sasse (SCC Berlin)                 | 16,07     |

Datum: 6. August

### Diskuswurf
| Platz | Athlet, Verein                     | Weite (m) |
| ----- | ---------------------------------- | --------- |
| 1     | Hein-Direck Neu (USC Mainz)        | 58,30     |
| 2     | Dirk Wippermann (ATV Düsseldorf)   | 56,90     |
| 3     | Jens Reimers (Rot-Weiß Oberhausen) | 54,78     |
| 4     | Klaus-Peter Hennig (Hannover 96)   | 54,13     |
| 5     | Josef Klik (KSV Hessen Kassel)     | 49,79     |
| 6     | Ferdinand Schladen (Bonner SC)     | 49,26     |

Datum: 5. August

### Hammerwurf
| Platz | Athlet, Verein                                 | Weite (m) |
| ----- | ---------------------------------------------- | --------- |
| 1     | Uwe Beyer (Holstein Kiel)                      | 68,80     |
| 2     | Hans Fahsl (TSV Bayer 04 Leverkusen)           | 64,36     |
| 3     | Franz-Josef Woltering (VfL Wolfsburg)          | 62,42     |
| 4     | Lutz Caspers (Meidericher SV)                  | 61,94     |
| 5     | Lothar Matuschewski (TSV Zehlendorf 88 Berlin) | 59,66     |
| 6     | Heinz Becker (SV Saar 05 Saarbrücken)          | 59,62     |

Datum: 6. August

### Speerwurf
| Platz | Athlet, Verein                         | Weite (m) |
| ----- | -------------------------------------- | --------- |
| 1     | Hermann Salomon (USC Mainz)            | 79,83     |
| 2     | Kurt Bendlin (TSV Bayer 04 Leverkusen) | 79,36     |
| 3     | Hanno Struse (TSV Bayer 04 Leverkusen) | 76,43     |
| 4     | Karl John (LC Rehlingen)               | 75,28     |
| 5     | Horst Timmer (Spvgg. Mölln)            | 75,20     |
| 6     | Rolf Herings (TSV Bayer 04 Leverkusen) | 74,35     |

Datum: 5. August

### Fünfkampf,1965er Wertung
| Platz | Athlet, Verein                                  | P – offiz. Wert. | P – 85er Wert. |
| ----- | ----------------------------------------------- | ---------------- | -------------- |
| 1     | Herbert Swoboda (TV Kempten)                    | 3510             | 3616           |
| 2     | Horst Kley (SV Salamander Kornwestheim)         | 3484             | 3588           |
| 3     | Wolfgang Kardetzky (Polizei SV Berlin)          | 3417             | 3522           |
| 4     | Rainer Blanklenfeld (SV St. Georg 1895 Hamburg) | 3390             | 3494           |
| 5     | Klaus Beuschel (Polizei SV Berlin)              | 3353             | 3478           |
| 6     | Eckard Kaspar (Polizei SV Berlin)               | 3343             | 3443           |

Datum: 9. September
fand in Leverkusen statt
Disziplinen des Fünfkampfs: Weitsprung, Speerwurf, 200 m, Diskuswurf, 1500 m

### Fünfkampf,1965er Wertung– Mannschaftswertung
| Platz | Verein, Besetzung                                                      | Leistung (Pkte) |
| ----- | ---------------------------------------------------------------------- | --------------- |
| 1     | Polizei SV Berlin (Wolfgang Kardetzky, Klaus Beuschel, Eckard Kaspar)  | 10.110          |
| 2     | SV Salamander Kornwestheim (Horst Kley, Wilhelm Mack, Gerhard Fichter) | 10.058          |
| 3     | SV St. Georg 1895 Hamburg (Rainer Blankenfeld, Ritzel, Ruß)            | 09.742          |
| 4     | Holstein Kiel (J. Gloe, Uwe Sievers, Hausmann)                         | 09.315          |
| 5     | Geestemünder TV (Fuchs, Flotow, Albers)                                | 09.176          |
| 6     | LG Troisdorf (Peter Haas, Hans-Joachim Küchler, Wolfgang Beckmann)     | 09.136          |

Datum: 9. September
fand in Leverkusen statt

### Zehnkampf,1965er Wertung
| Platz | Athlet, Verein                         | P – offiz. Wert. | P – 85er Wert. |
| ----- | -------------------------------------- | ---------------- | -------------- |
| 1     | Kurt Bendlin (TSV Bayer 04 Leverkusen) | 7713             | 7524           |
| 2     | Manfred Bock (Hamburger SV)            | 7134             | 6982           |
| 3     | Erich Klamma (TuS 04 Leverkusen)       | 7033             | 6847           |
| 4     | Wolfgang Linkmann (USC Mainz)          | 6962             | 6789           |
| 5     | Helmut Grolmann (TG 1846 Göttingen)    | 6794             | 6612           |
| 6     | Heinz Gabriel (Hamburger SV)           | 6747             | 6559           |

Datum: 9./10. September
fand in Leverkusen statt

### Zehnkampf,1965er Wertung– Mannschaftswertung
| Platz | Verein, Besetzung                                                 | Leistung (Pkte) |
| ----- | ----------------------------------------------------------------- | --------------- |
| 1     | Hamburger SV (Manfred Bock, Georg Stummeyer, Heinz Gabriel)       | 20.866          |
| 2     | TSV Bayer 04 Leverkusen (Kurt Bendlin, Bernd Knut, Armin Baumert) | 20.624          |
| 3     | SCC Berlin (Jürgen Poelke, Hans-Joachim Perk, Martin Latsch)      | 19.660          |
| 4     | USC Mainz (Wolfgang Linkmann, Klaus Dieter Röper, Willi Petter)   | 19.160          |
| 5     | TSB Flensburg (Hans Nerlich, Nattermann, Quiel)                   | 18.650          |
| 6     | DJK-Sportbund München (Wilhelm Beinvogel, Kagerer, Maier)         | 18.379          |

Datum: 9./10. September
fand in Leverkusen statt

### WaldlaufMittelstrecke –2970m
| Platz | Athletin, Verein                 | Zeit (min) |
| ----- | -------------------------------- | ---------- |
| 1     | Harald Norpoth (Preußen Münster) | 8:46,8     |
| 2     | Werner Girke (VfL Wolfsburg)     | 9:01,6     |
| 3     | Dieter Lange (Hamburger SV)      | 9:03,2     |
| 4     | Alfons Ida (VfL Wolfsburg)       | 9:07,2     |
| 5     | Volker Panzer (TSV Unterhaching) | 9:09,6     |
| 6     | Hans-Dieter Schulten (Herner TC) | 9:10,0     |

Datum: 16. April
fand in Weierbach statt

### WaldlaufMittelstrecke, Mannschaftswertung
| Platz | Verein, Besetzung                                                              | (Pkte)               |
| ----- | ------------------------------------------------------------------------------ | -------------------- |
| 1     | VfL Wolfsburg (Werner Girke, Alfons Ida, Lutz Krausse)                         | 16 (Plätze 02/4/12)  |
| 2     | Hamburger SV (Dieter Lange, Peter Arms, Joachim von Mitschke-Collande)         | 27 (Plätze 03/13/15) |
| 3     | Hannover 96 (Till Lufft, Arno Krausse, Schultz)                                | 33 (Plätze 07/10/23) |
| 4     | Sportfreunde Siegen (Klaus Paykowski, Schleime, Müller)                        | 49 (Plätze 11/22/26) |
| 5     | PSV Braunschweig (Georg Schönfeld, Werner Tilke, Wolfgang Stennert)            | 62 (Plätze 16/24/33) |
| 6     | Stuttgarter Kickers (Eberhard Brugger, Karl Heinz Knauer, Wolfgang Schönleber) | 64 (Plätze 9/31/36)  |

Datum: 16. April
fand in Weierbach statt

### WaldlaufLangstrecke –9720m
| Platz | Athletin, Verein                       | Zeit (min) |
| ----- | -------------------------------------- | ---------- |
| 1     | Lutz Philipp (LBV Phönix Lübeck)       | 31:37,6    |
| 2     | Hans Schweizer (VfL Waiblingen)        | 31:50,6    |
| 3     | Bernd-Dieter Hecht (Polizei SV Berlin) | 31:51,8    |
| 4     | Ludwig Utschneider (TSV 1860 München)  | 31:55,4    |
| 5     | Hubert Riesner (SCC Berlin)            | 32:01,2    |
| 6     | Gottfried Arnold (ASC Darmstadt)       | 32:04,8    |

Datum: 16. April
fand in Weierbach statt

### WaldlaufLangstrecke, Mannschaftswertung
| Platz | Verein, Besetzung                                                     | (Pkte)               |
| ----- | --------------------------------------------------------------------- | -------------------- |
| 1     | ASC Darmstadt I (Gottfried Arnold, Helmut Neumann, Hans Hellbach)     | 23 (Plätze 06/9/14)  |
| 2     | SCC Berlin (Hubert Riesner, Wolfgang Schmidt, Klaus Addicks)          | 36 (Plätze 05/15/31) |
| 3     | TSV 1860 München (Ludwig Utschneider, Hans Gerlach, Siegfried Spreng) | 37 (Plätze 04/13/35) |
| 4     | VfL Eintracht Hagen (Wilhelm Heuser, Friedel Wiggershaus, Wiethege)   | 43 (Plätze 08/11/44) |
| 5     | LBV Phönix Lübeck (Lutz Philipp, Holz, Manfred Jeske)                 | 48 (Plätze 01/32/37) |
| 6     | ASC Darmstadt II (Röhrig, Hartmut Neumann, Goswin Rother)             | 56 (Plätze 22/23/36) |

Datum: 16. April
fand in Weierbach statt

## Meisterschaftsresultate Frauen

### 100 m
| Platz | Athletin, Verein                             | Zeit (s) |
| ----- | -------------------------------------------- | -------- |
| 1     | Karin Frisch (SV Salamander Kornwestheim)    | 11,5     |
| 2     | Hannelore Trabert, geb. Swienty (OSC Berlin) | 11,5     |
| 3     | Ingrid Becker (LG Geseke)                    | 11,6     |
| 4     | Halina Herrmann, geb. Richter (ASV Köln)     | 11,7     |
| 5     | Erika Rost, geb. Pollmann (FC Schalke 04)    | 11,7     |
| 6     | Gerlinde Beyrichen (TuS 04 Leverkusen)       | 11,7     |

Datum: 5. August

### 200 m
| Platz | Athletin, Verein                             | Zeit (s) |
| ----- | -------------------------------------------- | -------- |
| 1     | Hannelore Trabert, geb. Swienty (OSC Berlin) | 24,0     |
| 2     | Karin Frisch (SV Salamander Kornwestheim)    | 24,2     |
| 3     | Halina Herrmann, geb. Richter (ASV Köln)     | 24,3     |
| 4     | Erika Rost, geb. Pollmann (FC Schalke 04)    | 24,4     |
| 5     | Christa Elsler (Hannover 96)                 | 24,5     |
| 6     | Monika Geier (1. FC Nürnberg)                | 24,8     |

Datum: 6. August

### 400 m
| Platz | Athletin, Verein                                       | Zeit (s) |
| ----- | ------------------------------------------------------ | -------- |
| 1     | Gisela Köpke (Meidericher SV)                          | 55,5     |
| 2     | Helga Henning (Hamburger SV)                           | 55,5     |
| 3     | Antje Gleichfeld, geb. Braasch (LG Alstertal-Garstedt) | 56,0     |
| 4     | Gabriele Großekettler (OSC Berlin)                     | 56,5     |
| 5     | Christine Linz (TuS 04 Leverkusen)                     | 56,9     |
| 6     | Anita Rottmüller, geb. Wörner (VTV Mundenheim)         | 57,0     |

Datum: 5. August

### 800 m
| Platz | Athletin, Verein                                       | Zeit (min) |
| ----- | ------------------------------------------------------ | ---------- |
| 1     | Karin Kessler, geb. Rettmeyer (LG Alstertal-Garstedt)  | 2:05,8     |
| 2     | Anita Rottmüller, geb. Wörner (VTV Mundenheim)         | 2:06,8     |
| 3     | Antje Gleichfeld, geb. Braasch (LG Alstertal-Garstedt) | 2:06,9     |
| 4     | Maria Strickling (OSC Waldniel)                        | 2:09,4     |
| 5     | Gerlinde Hefner (Regensburger Turnerschaft)            | 2:10,0     |
| 6     | Gerda Klöpfer (TV Erkheim)                             | 2:11,0     |

Datum: 6. August

### 80 m Hürden
| Platz | Athletin, Verein                                 | Zeit (s) |
| ----- | ------------------------------------------------ | -------- |
| 1     | Inge Schell (TSV 1860 München)                   | 10,9     |
| 2     | Karin Frisch (SV Salamander Kornwestheim)        | 10,9     |
| 3     | Renate Wurl, geb. Balck (LG Alstertal-Garstedt)  | 11,2     |
| 4     | Ursula Farthmann (Osnabrücker TV)                | 11,2     |
| 5     | Helga Zimmermann (DJK Eintracht Bonn)            | 11,3     |
| 6     | Johanna Schneider, geb. Gaiser (TSV München-Ost) | 11,4     |

Datum: 6. August

### 4 × 100 m Staffel
| Platz | Verein, Besetzung | Zeit (s) |
| ----- | --- | -------- |
| 1     | OSC Berlin (Gabriele Großekettler, Hannelore Trabert – geb. Swienty, Marlies Fünfstück, Jutta Stöck)                   | 45,8     |
| 2     | Hannover 96 (Renate Meyer – geb. Rose, Christa Elsler, Richter, Liesel Westermann)                                     | 46,6     |
| 3     | TuS 04 Leverkusen (Inge Geurtz, Elisabeth Kamphues, Gerlinde Beyrichen, Heide Rosendahl)                               | 46,7     |
| 4     | LG Alstertal-Garstedt (Renate Wurl – geb. Balck, Antje Gleichfeld – geb. Braasch, Hoß, Karin Kessler – geb. Rettmeyer) | 47,1     |
| 5     | TSV 1860 München (Eva Weimar, Inge Schell, Hüttenrauch, Ingrid Geier)                                                  | 47,6     |
| 6     | Post-SG Mannheim (Sigrid König, Marliese Hoffmann, Thomé, Sauerwein)                                                   | 48.3     |

Datum: 6. August

### 3 × 800 m Staffel
| Platz | Verein, Besetzung                                                                                      | Zeit (min) |
| ----- | --- | ---------- |
| 1     | LG Alstertal-Garstedt (Karin Kessler – geb. Rettmeyer, Irmtraut Heer, Antje Gleichfeld – geb. Braasch) | 6:43,6     |
| 2     | VfL Wolfsburg (Christa Neidhardt – geb. Luczak, Ursula Simon, Mechthild Achtel)                        | 6:56,2     |
| 3     | OSC Waldniel (Anni Pede, Margret Crisp, Maria Strickling – geb. Inderfurth)                            | 7:02,8     |
| 4     | Post-SG Mannheim (Sauerwein, Sigrid König, Rosemarie Fuhrmann – geb. Nitsch)                           | 7:09,6     |
| 5     | LBV Phönix Lübeck (Greuel, Klatte, Marita Kloth)                                                       | 7:17,8     |
| 6     | Barmer TV 1846 Wuppertal (Scharke, Doris Schewe, Manuela Preuß)                                        | 7:22,2     |

Datum: 10. September
fand in Leverkusen statt

### Hochsprung
| Platz | Athletin, Verein                       | Höhe (m) |
| ----- | -------------------------------------- | -------- |
| 1     | Hannelore Görtz (TSG Bad König)        | 1,63     |
| 2     | Christa Kamphausen (TuS 04 Leverkusen) | 1,60     |
| 2     | Rita Kreß (BSC 1899 Offenbach)         | 1,60     |
| 4     | Inge Geurtz (TuS 04 Leverkusen)        | 1,60     |
| 5     | Ilia Hans (Stuttgarter Kickers)        | 1,60     |
| 6     | Charlotte Marx (USC Mainz)             | 1,60     |

Datum: 5. August

### Weitsprung
| Platz | Athletin, Verein                               | Weite (m) |
| ----- | ---------------------------------------------- | --------- |
| 1     | Ingrid Becker (LG Geseke)                      | 6,65      |
| 2     | Heide Rosendahl (TuS 04 Leverkusen)            | 6,31      |
| 3     | Ursula Künzel (SV Asselfingen)                 | 6,30      |
| 4     | Irmgard Ahrens-Gerbracht (DJK Nordstadt Neuss) | 6,10      |
| 5     | Renate Bechtel (Rot-Weiß Koblenz)              | 6,07      |
| 6     | Eva Weimar (TSV 1860 München)                  | 6,02      |

Datum: 6. August

### Kugelstoßen
| Platz | Athletin, Verein                                     | Weite (m) |
| ----- | ---------------------------------------------------- | --------- |
| 1     | Marlene Fuchs, geb. Klein (TSC Euskirchen)           | 16,58     |
| 2     | Gertrud Schäfer (TuS 04 Leverkusen)                  | 16,09     |
| 3     | Sieglinde Schaupp (SSV Ulm 1846)                     | 14,94     |
| 4     | Brigitte Berendonk (USC Heidelberg)                  | 14,72     |
| 5     | Anne-Chatrine Rühlow, geb. Lafrenz (Preußen Münster) | 13,59     |
| 6     | Christel Voß (LG Alstertal-Garstedt)                 | 13,10     |

Datum: 5. August

### Diskuswurf
| Platz | Athletin, Verein                           | Weite (m) |
| ----- | ------------------------------------------ | --------- |
| 1     | Liesel Westermann (Hannover 96)            | 58,92     |
| 2     | Brigitte Berendonk (USC Heidelberg)        | 51,83     |
| 3     | Marlene Fuchs, geb. Klein (TSC Euskirchen) | 50,39     |
| 4     | Liselotte Sturm (SV Siemens Nürnberg)      | 47,29     |
| 5     | Anneliese Thieron (TuS 04 Leverkusen)      | 46,96     |
| 6     | Elke Kerskens (FC 03 Süchteln)             | 46,65     |

Datum: 6. August

### Speerwurf
| Platz | Athletin, Verein                               | Weite (m) |
| ----- | ---------------------------------------------- | --------- |
| 1     | Ameli Koloska, geb. Isermeyer (VfL Wolfsburg)  | 54,20     |
| 2     | Almut Brömmel (TSV 1860 München)               | 51,31     |
| 3     | Anneliese Gerhards, geb. Jansen (TV Lobberich) | 49,86     |
| 4     | Christa Dieckvoß (Ratzeburger SV)              | 48,37     |
| 5     | Sigrid Zimmler (TuS 04 Leverkusen)             | 46,43     |
| 6     | Traudel Ullmer (TSV 1860 München)              | 45,88     |

Datum: 5. August

### Fünfkampf,1955er Wertung
| Platz | Athletin, Verein                         | Leistung (Pkte) |
| ----- | ---------------------------------------- | --------------- |
| 1     | Ingrid Becker (LG Geseke)                | 4953 DR         |
| 2     | Heide Rosendahl (TuS 04 Leverkusen)      | 4573000         |
| 3     | Christa Kamphausen (TuS 04 Leverkusen)   | 4395000         |
| 4     | Inge Geurtz (TuS 04 Leverkusen)          | 4394000         |
| 5     | Hilde Schubert (SC Tegeler Forst Berlin) | 4345000         |
| 6     | Christel Voß (LG Alstertal-Garstedt)     | 4338000         |

Datum: 9./10. September
fand in Leverkusen statt
Ingrid Beckers 4953 Punkte bedeuteten gleichzeitig neuen deutschen Rekord.

### Fünfkampf,1955er Wertung– Mannschaftswertung
| Platz | Verein, Besetzung                                                                        | Leistung (Pkte) |
| ----- | ---------------------------------------------------------------------------------------- | --------------- |
| 1     | TuS 04 Leverkusen (Heide Rosendahl, Christa Kamphausen, Inge Geurtz)                     | 13.362          |
| 2     | Hamburger SV (Dorit Breul, Leonore Koch – geb. Tauer, Monika König)                      | 12.107          |
| 3     | ASV Berlin (Susanne Redo, Brigitte Liebig, Werthwein)                                    | 11.747          |
| 4     | LG Alstertal-Garstedt (Christel Voß, Antje Gleichfeld – geb. Braasch, Hildburg Schröder) | 11.536          |
| 5     | TG Hanau (Heidemarie Kraft, Helga Hauck, Christl)                                        | 11.498          |
| 6     | SC Tegeler Forst Berlin (Hilde Schubert, Böttge, Schöttler)                              | 11.487          |

Datum: 9./10. September
fand in Leverkusen statt

### Waldlauf–1120m
| Platz | Athletin, Verein                                       | Zeit (min) |
| ----- | ------------------------------------------------------ | ---------- |
| 1     | Karin Kessler, geb. Rettmeyer (LG Alstertal-Garstedt)  | 3:30,8     |
| 2     | Antje Gleichfeld, geb. Braasch (LG Alstertal-Garstedt) | 3:32,8     |
| 3     | Helga Henning (Hamburger SV)                           | 3:39,1     |
| 4     | Maria Strickling, geb. Inderfurth (OSC Waldniel)       | 3:,39,4    |
| 5     | Anita Rottmüller, geb. Wörner (VTV Mundenheim)         | 3:41,9     |
| 6     | Christa Luczak (VfL Wolfsburg)                         | 3:43,6     |

Datum: 16. April
fand in Weierbach statt

### Waldlauf, Mannschaftswertung
| Platz | Verein, Besetzung                                                                                      | (Pkte)               |
| ----- | --- | -------------------- |
| 1     | LG Alstertal-Garstedt (Karin Kessler – geb. Rettmeyer, Antje Gleichfeld – geb. Braasch, Irmtraut Heer) | 13 (Plätze 01/2/16)  |
| 2     | VfL Wolfsburg I (Christa Luczak, Liane Winter, Mechthild Achtel)                                       | 20 (Plätze 06/10/12) |
| 3     | OSC Waldniel (Maria Strickling – geb. Inderfurth, Anni Pede – geb. Erdkamp, Maluga)                    | 32 (Plätze 04/17/29) |
| 4     | Hamburger SV (Helga Henning, Melchert, Jenzsch)                                                        | 34 (Plätze 03/25/26) |
| 5     | VfL Wolfsburg II (Monika Schnieber, Brigitte Rotthaus, Elke Ehmann)                                    | 44 (Plätze 15/23/38) |
| 6     | Sportfreunde Siegen (Giebeler, U. Müller, Völkel)                                                      | 47 (Plätze 22/24/37) |

Datum: 16. April
fand in Weierbach statt